# Tamonea delicatula
Tamonea delicatula là một loài thực vật có hoa trong họ Cỏ roi ngựa. Loài này được (A. Rich.) Jenn. miêu tả khoa học đầu tiên năm 1917.